# Manukan
Manukan è una municipalità di prima classe delle Filippine, situata nella Provincia di Zamboanga del Norte, nella regione della Penisola di Zamboanga.
Manukan è formata da 22 baranggay:
- Dipane
- Disakan
- Don Jose Aguirre
- East Poblacion
- Gupot
- Libuton
- Linay
- Lingatongan
- Lupasang
- Mate
- Meses

- Palaranan
- Pangandao
- Patagan
- Poblacion
- Punta Blanca
- Saluyong
- San Antonio
- Serongan
- Suisayan
- Upper Disakan
- Villaramos